# John Forsythe
John Forsythe (eigentlich John Lincoln Freund; * 29. Januar 1918 in Penns Grove, New Jersey; † 1. April 2010 in Santa Ynez, Kalifornien) war ein US-amerikanischer Film- und Fernsehschauspieler.

## Leben

### Karriere
Seine erste kleine Filmrolle spielte John Forsythe 1943 in Bestimmung Tokio, einem Kriegsfilm mit Cary Grant in der Hauptrolle. Eine Hauptrolle hatte Forsythe an der Seite von Edward G. Robinson in Das gläserne Netz, einem Krimi, der teilweise in einem Fernsehstudio spielt; Regie führte Jack Arnold.
Seine anspruchsvollsten Rollen spielte er unter der Regie von Alfred Hitchcock, zum einen in dem Spionagefilm Topas (1969), zum anderen in der schwarzen Komödie Immer Ärger mit Harry (1955) an der Seite von Shirley MacLaine und Edmund Gwenn. In Immer Ärger mit Harry, wo es um die Beseitigung einer im Wald gefundenen Leiche geht, spielte Forsythe den Kunstmaler Sam Marlowe. In Topaz agierte er in einer Nebenrolle als Auftraggeber des Titelhelden Frederick Stafford.
In den 1950er-Jahren drehte Forsythe unter anderem auch die in Paris spielende Komödie Die große und die kleine Welt mit Olivia de Havilland und an der Seite von William Holden den zur Zeit des Amerikanischen Bürgerkriegs spielenden Western Verrat in Fort Bravo, in dem er Captain John Marsh aus der Südstaaten-Armee verkörperte, der mit seinen Männern aus einem Gefangenenlager ausbricht. 1969 spielte er in Happy End für eine Ehe von Richard Brooks den Ehemann von Jean Simmons, die für ihre Darstellung eine Oscar-Nominierung erhielt.
Nebenrollen hatte er auch als Polizeidetektiv Alvin Dewey in Kaltblütig, einer Verfilmung des gleichnamigen Romans von Truman Capote, als strenger Richter in … und Gerechtigkeit für alle an der Seite von Al Pacino und als Fernsehdirektor in Die Geister, die ich rief … mit Bill Murray, einer modernisierten Verfilmung der Weihnachtserzählung von Charles Dickens.
Ab den 1950er-Jahren trat Forsythe wie viele andere seiner Kollegen wiederholt im Fernsehen auf, unter anderem 1962 in der Folge Der letzte Zeuge aus der Fernsehserie Alfred Hitchcock Presents. 1965 erhielt er seine eigene Serie, die John Forsythe Show.
Von 1976 bis 1981 wirkte er in einer weiteren Serie mit, allerdings stets unsichtbar: In Drei Engel für Charlie spielte er Charlie Townsend, den Chef der weiblichen Detektive, der seine Anweisungen immer per Telefon erteilt, ohne dass seine Angestellten ihn je zu Gesicht bekommen. Diese Rolle wiederholte Forsythe in den zwei auf der Serie basierenden Kinofilmen 3 Engel für Charlie (2000) und 3 Engel für Charlie – Volle Power (2003).
Forsythes bekannteste Rolle war die des Ölmagnaten Blake Carrington in der Fernsehserie Der Denver-Clan, von der zwischen 1981 und 1989 insgesamt 218 Folgen entstanden, in denen er durchweg mitwirkte. Außerdem spielte er dieselbe Rolle 1991 in dem zweiteiligen Fernsehfilm Die Entscheidung, der die Handlung von Der Denver-Clan abschließen und bei Serienende offen gebliebene Fragen beantworten sollte. Im April 2006 trafen sich Forsythe und andere Hauptdarsteller von Der Denver-Clan zu einer „Reunion Show“ (Dynasty – Catfights and Caviar) in der Filoli-Mansion, um das 25-jährige Jubiläum der Serie zu feiern. Die Filoli-Mansion stellte bei Der Denver-Clan das Carrington-Anwesen dar.

### Privates
John Forsythe war dreimal verheiratet. Aus seiner ersten Ehe mit der Schauspielerin Parker McCormick (1918–1980) ging ein Sohn hervor. Aus seiner zweiten von 1943 bis 1994 bestehenden Ehe mit der Schauspielerin Julie Warren gingen zwei Töchter hervor. In dritter Ehe war er von August 2002 bis zu seinem Tod mit der Geschäftsfrau Nicole Carter (1941–2010) verheiratet. Er hatte zudem sechs Enkel und drei Urenkel.
John Forsythe starb am 1. April 2010 im Alter von 92 Jahren an einer Lungenentzündung, infolge einer im Jahr 2006 diagnostizierten Darmkrebs-Erkrankung.

## Deutsche Synchronsprecher
John Forsythe hatte im deutschsprachigen Raum keinen Stammsprecher und wurde unter anderem von Jürgen Thormann, Gert Günther Hoffmann, Hans Caninenberg, Rainer Brandt, Hans-Werner Bussinger und Otto Mellies synchronisiert.

## Filmografie (Auswahl)

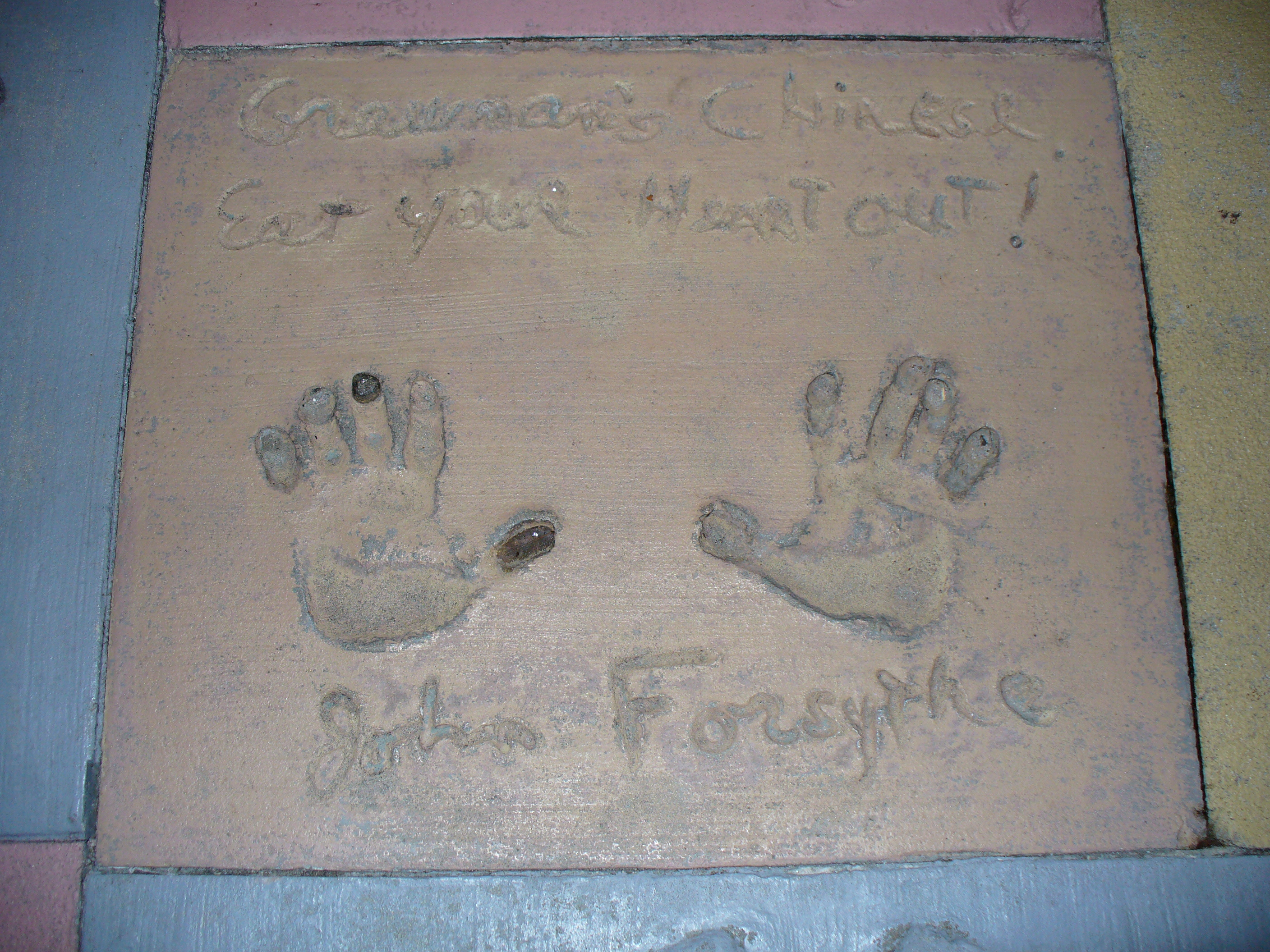
John Forsythes Handabdrücke und Unterschrift vor dem Great Movie Ride im Themenpark „Disney’s Hollywood Studios“ der Walt Disney World.

- 1943: Blutiger Schnee (Northern Pursuit)
- 1943: Bestimmung Tokio (Destination Tokyo)
- 1949: Der Brandstifter von Los Angeles (Arson, Inc.) (nur Stimme)
- 1952: Stadt im Würgegriff (The Captive City)
- 1953: Jede Woche neu (It Happens Every Thursday)
- 1953: Das gläserne Netz (The Glass Web)
- 1953: Verrat im Fort Bravo (Escape from Fort Bravo)
- 1955: Immer Ärger mit Harry (The Trouble with Harry)
- 1956: Die große und die kleine Welt (The Ambassador’s Daughter)
- 1957–1962: Bachelor Father (157 Episoden)
- 1959: Der Rebell von Samara (Il vendicatore)
- 1964: Das Mädchen mit der Peitsche (Kitten with a Whip)
- 1965–1966: The John Forsythe Show (29 Episoden)
- 1966: Madame X
- 1967: Kaltblütig (In Cold Blood)
- 1969: Topas (Topaz)
- 1969: Happy End für eine Ehe (The Happy Ending)
- 1969–1971: To Rome with Love (48 Episoden)
- 1974: Hochhaus in Flammen (Terror on the 40th Floor)
- 1975: Turm des Schreckens (The Deadly Tower)
- 1976–1981: Drei Engel für Charlie (Charlie’s Angels) (115 Episoden, Stimme)
- 1977: Goodbye und Amen (Goodbye e amen)
- 1979: … und Gerechtigkeit für alle (… And Justice for All)
- 1980: Zeit für Wunder (Time for Miracles)
- 1981–1989: Der Denver-Clan (Dynasty) (218 Episoden)
- 1982: Sky Invasion (Mysterious Two), deutsch auch Die unheimlichen Zwei
- 1985–1986: Das Imperium – Die Colbys (The Colbys) (vier Episoden)
- 1988: Die Geister, die ich rief … (Scrooged)
- 1990: Gegensätze ziehen sich an (Opposites Attract)
- 1991: Denver – Die Entscheidung (Dynasty – The Reunion, TV-Zweiteiler)
- 1992: Stan und George und ihr neues Leben (Stan and George’s New Life)
- 1992–1993: The Powers That Be (21 Episoden)
- 2000: 3 Engel für Charlie (Charlie’s Angels, Stimme)
- 2003: 3 Engel für Charlie – Volle Power (Charlie’s Angels: Full Throttle, Stimme)